# 安藤右衛門佐
安藤 右衛門佐（あんどう うえもんのすけ）は、戦国時代の武将。実名は不明。

## 生涯
美濃斎藤氏の有力家臣であった西美濃三人衆の一人、安藤守就の二男として誕生。
永禄10年（1567年）、父が尾張国の織田氏へ内応するとこれに従った。元亀元年（1570年）6月28日の姉川の戦いでは守就の軍に従い奮戦した。
同年9月16日から発生した志賀の陣に参陣。11月25日坂井政尚・桑原平兵衛と共に堅田の猪飼昇貞・居初又次郎・馬場孫次郎らの降参を仲介し、猪飼達から人質を取って堅田の守備に入った。だが11月26日には朝倉景鏡・前波景当など朝倉軍が堅田に攻め寄せ、坂井・桑原と共に抵抗したが討ち死にした。